# Напреев, Анатолий Иванович
Анатолий Иванович Напре́ев (26 января 1950, Орёл — 20 января 2000, Орёл) — советский футболист, нападающий.

## Карьера
Воспитанник орловского футбола. Первый тренер — Г. М. Фёдоров. Выступал за команды «Спартак» Орёл (1967, 1978—1979, 1984—1986), «Локомотив» Москва (1968—1970), «Шинник» Ярославль (1971—1973), «Сталь» Орёл (1974), «Звезда» Тирасполь (1974—1975), «Таврия» Симферополь (1975), «Черноморец» Одесса (1976—1978), «Торпедо» Тольятти (1980—1981), «Мелиоратор» Чимкент (1982), «Бешкент» (1983).

## Достижения
- Кубок РСФСР — 1980